# 빔펠 R-27

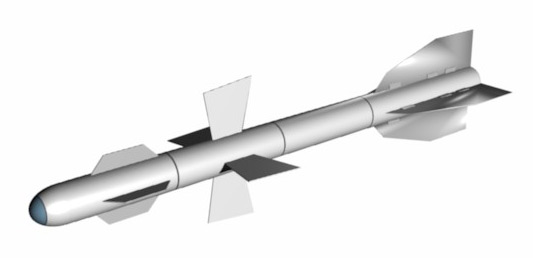
R-27T

빔펠 R-27 미사일은 나토명 AA-10 알라모라고도 부르며, 소련의 중거리 공대공 미사일이다. 1979년에 개발하여 테스트를 시작하였고 1983년에 개발이 완료되었다.
알라모는 적외선 유도방식 (R-27T), 세미액티브 레이다 유도방식 (R-27R), 액티브 유도 방식 (R-27AE) 세가지 버전이 모두 존재한다.
미코얀 MiG-29와 수호이 Su-27 전투기에서 사용된다. 북한의 미코얀 MiG-29에도 장착되어 있다. 최신 개량형 MiG-21에도 사용한다.

## 버전
- R-27R AA-10 알라모-A, 세미액티브레이다 유도. 사거리 80 km[1]
- R-27T AA-10 알라모-B, 적외선 유도.사거리 70 km. 데이터링크가 없다.
- R-27ER AA-10 알라모-C, 세미액티브레이다 유도. 사거리 130 km
- R-27ET AA-10 알라모-D, 적외선 유도. 사거리 120 km. 데이터링크가 없다.
- R-27AE AA-10 알라모-E, 액티브레이다 유도. 사거리 130 km[2]
- R-27EM, 해군버전. 세미액티브레이다 유도. 사거리 170 km[2]
- R-27P, 대레이다 미사일.

## 실전기록
1991년 이라크 전쟁에서, 이라크 조종사 Khudai Hijab는 자신의 미코얀 MiG-29에서 발사한 알라모가 미국 폭격기 B-52에 명중했다고 주장했다. 미국은 이를 부인했다. 사고는 아군 전투기에 의한 실수였다고 주장했다. B-52G의 방어용 기관포 조종사는 이라크의 미코얀 MiG-29로도 의심되는, 아군의 F-4G Wild Weasel 전투기를 그의 화력통제레이다로 락온했었다고 말했다. F-4G는 레이다 락온을 발견하고 대레이다 미사일인 AGM-88 함을 발사했으며, 그것이 B-52를 요격했다고 한다.

## 사용국가
- 아르메니아
- 알제리
- 방글라데시
- 벨라루스
- 불가리아
- 중화인민공화국
- 쿠바
- 에티오피아
- 헝가리
- 인도
- 인도네시아
- 이란
- 카자흐스탄
- 말레이시아
- 조선민주주의인민공화국
- 페루
- 폴란드
- 러시아
- 세르비아
- 슬로바키아
- 시리아
- 우크라이나
- 베네수엘라
- 베트남
- 미국

## 같이 보기
- 빔펠 R-77 - 암람스키라고 불린다.